# High Stakes Poker
Pour les articles homonymes, voir HSP.
High Stakes Poker (HSP) est un programme télévisé de poker américain, diffusé sur la chaîne câblée GSN. La variante jouée dans ce programme est le No Limit Texas hold'em.

## Historique
L'émission est créée par Henry Orenstein (en). Les joueurs sont principalement des joueurs de poker professionnels, ainsi que quelques amateurs.
Dans la première saison, Daniel Negreanu confirme sur son site internet que les joueurs sont payés 1 250$ de l'heure, et que les 13 épisodes ont été tournés en 24 heures de jeu réel.
La première saison de High Stakes Poker, diffusée sur GSN en janvier 2006, est enregistrée au Golden Nugget à Las Vegas. La deuxième saison, diffusée en 5 juin 2006 est tournée au Caniso The Palms. La troisième saison, composée de 13 épisodes, est enregistrée au South Point Hotel & Casino avec une première diffusion le 15 janvier 2007.
La saison 4, diffusée à partir du 27 aout 2007, est tournée au South Point Hotel & Casino. Les saisons 5 et 6 sont tournées au Golden Nugget en décembre 2008 et la septième saison, tournée au Casino Bellagio de Las Vegas, diffusée de février à mai 2011.
Lors de la septième saison, les joueurs sponsorisés par Full Tilt Poker n'ont pas participé à l'émission parce que le site rival PokerStars est devenu son sponsor officiel. Ainsi, Phil Ivey, Jennifer Harman, Tom Dwan, Patrik Antonius, David Benyamine, Mike Matusow, et Eli Elezra (en) n'apparaissent pas dans la saison 7.
L'émission s'arrête après la saison à 7, car le 15 avril 2011, la justice américaine contraint Pokerstars et Fulltilt de suspendre leur activité de poker en ligne aux États-Unis.
Les commentateurs sont AJ Benza (en) et le joueur de poker professionnel et acteur Gabe Kaplan. À partir de la sixième saison, Kara Scott a remplacé Benza comme co-animatrice, et Scott fait les interviews dans la salle de poker. À partir de la septième saison, Norm Macdonald a remplacé Gabe Kaplan.

## Format
Lors de la première diffusion, High Stakes Poker était unique en son genre puisque l'action ne prenait pas place lors d'un tournoi, mais pendant un cash game. Le buy-in minimum est de 100 000 $ mais certains joueurs rentrent sur la table avec 1 000 000 $. Dans la quatrième saison, pour quelques épisodes, le montant minimum est de 500 000 $. À partir de la saison 5 le buy-in minimum est fixé à 200 000 $.
Les Blinds sont de 300$/600$ avec une ante de 100 $. La quatrième saison a un système à trois blinds obligatoires de 300$, 600$ et 1200$, ainsi qu'une option à 2400$.

## Joueurs
Seuls quatre joueurs sont apparus lors des 7 saisons :

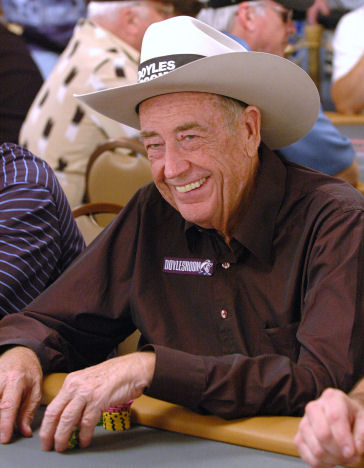
Doyle Brunson, joueur professionnel depuis plus de 50 ans, membre du Poker Hall of Fame
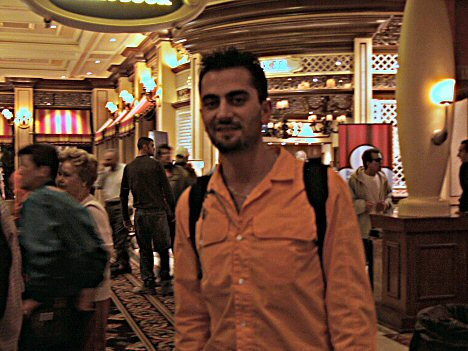
Antonio Esfandiari alias The Magician, ayant obtenu un bracelet WSOP et d'un titre WPT en 2004
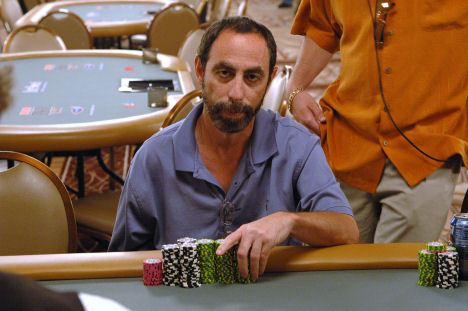
Barry Greenstein, Le Robin des bois du poker, également membre du Poker Hall of Fame
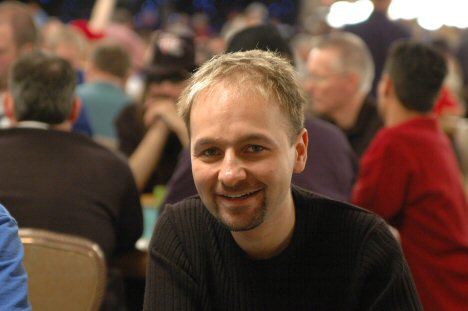
Daniel Negreanu, titulaire de plusieurs bracelets WSOP, et titres WPT

Liste complète des joueurs :
| - Daniel Alaei (en) (Saison 1–3) - Patrik Antonius (Saison 3-4 & 6) - David Benyamine (Saison 3-4 & 6) - Brad Booth (en) (Saison 2–3) - Doyle Brunson (Saison 1–7) - Todd Brunson (Saison 1–3) - Jerry Buss (Saison 1) - Fred Chamanara (Saison 1–2) - Johnny Chan (Saison 1 & 7) - William Chen (en) (Saison 3) - John D'Agostino (Saison 3) - Freddy Deeb (Saison 1) | - Tom Dwan (Saison 5-6) - Peter Eastgate (Saison 5) - Eli Elezra (en) (Saison 1–4 & 6) - Antonio Esfandiari (Saison 1–7) - Sam Farha (Saison 1–4) - Chris Ferguson (Saison 3) - Amnon Filippi (Saison 2) - Ted Forrest (en) (Saison 1–2) - Phil Galfond (Saison 4 & 6-7) - Jamie Gold (Saison 3-4) - Barry Greenstein (Saison 1–7) - David Grey (en) (Saison 2) | - Bertrand Grospellier (Saison 6) - Gus Hansen (Saison 2 & 6) - Jennifer Harman (Saison 1-4) - Dan Harmetz (Saison 3) - Phil Hellmuth (Saison 1, 4 & 6) - Phil Ivey (Saison 3& 6) - John Juanda (Saison 2) - Gabe Kaplan (Saison 3) - Phil Laak (Saison 2–4 &7) - Guy Laliberté (Saison 4) - Erick Lindgren (en) (Saison 2–3) - Minh Ly (en) (Saison 2) | - Mike Matusow (Saison 2–4 & 6) - Dario Minieri (Saison 6) - Michael Mizrachi (Saison 2) - Amir Nasseri (Saison 1) - Daniel Negreanu (Saison 1–7) - Victor Ramdin (en) (Saison 3) - Dan Shak (en) (Saison 3) - Shawn Sheikhan (en) (Saison 1–3) - Bob Stupak (en) (Saison 1) - Brian Townsend (Saison 3) - Mimi Tran (en) (Saison 1) - Ilya Trincher (Saison 3) | - Lex Veldhuis (en) (Saison 6) - Haralabos Voulgaris (en) (Saison 4 & 7) - Paul Wasicka (Saison 3) - David Williams (Saison 3) - Corey Zeidman (Saison 2) |

Autres joueurs notables :

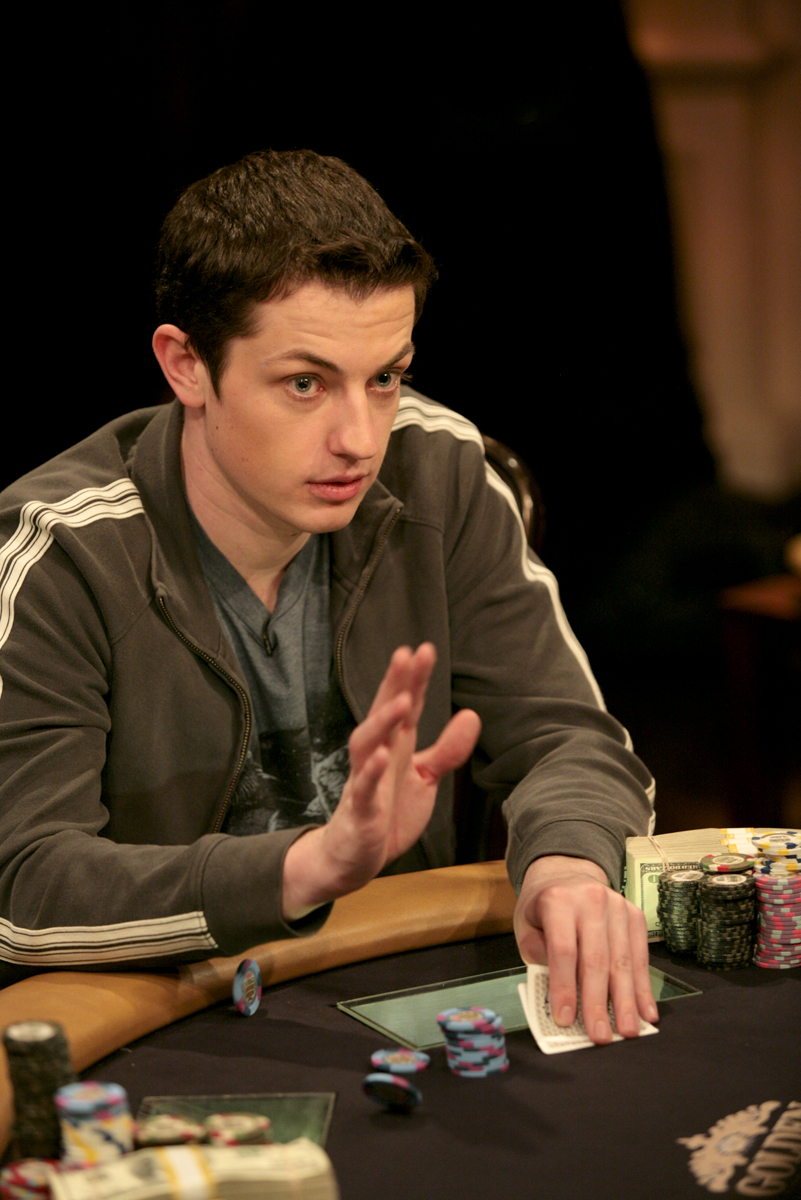
Tom Dwan alias durrrr, un des plus gros joueurs en ligne à cette époque, au style de jeu très agressif
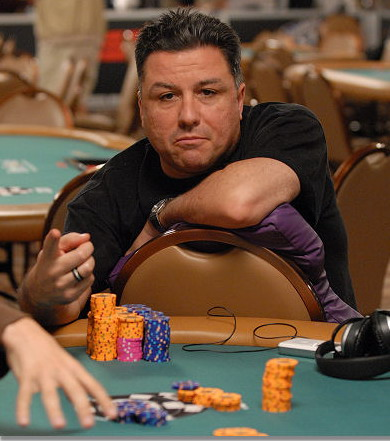
Eli Elezra (en) gagnant d'un bracelet WSOP en 2007